# Commerzbank-Tower
Commerzbank-Tower er en 259 meter (med antenne 300 meter) høj skyskraber i Frankfurt am Main, der er hovedsæde for Commerzbank. Bygningen er tegnet af Norman Foster og opført 1994-1997. Det er Tysklands højeste bygning.
50°6′38″N 8°40′27″Ø / 50.11056°N 8.67417°Ø